# 莒光站
莒光站位於臺灣新北市中和區西端，當地地名「員山子」，是臺北捷運萬大線（興建中）、新北捷運泰山板橋輕軌（規劃中）的捷運車站，與板橋區、土城區相鄰。

## 車站概要
設在中和區莒光路南側農業區金城機廠用地內，車站編號為LG08A。
本站可服務中和區莒光路、民德路、國光街、華安街、華順街、壽德街、民享街及土城延壽路、延平街一帶的居民。莒光路上有667路公車和577路（原F511路）公車在自強國民中學前，但只能前往板橋，不過有F512路公車可通往中和地區，將來本站通車後可直接通往中永和地區。

## 車站構造
地下二層車站，一個島式月台，兩個出入口。

### 車站樓層
| 地面      | 出入口                 | 出入口                                    |
| 地下 一樓 | 大廳層                 | 車站大廳、詢問處、自動售票機、驗票閘門    |
| 地下 一樓 | 大廳層                 |                                           |
| 地下 一樓 | 大廳層                 | 洗手間                                    |
| 地下 二樓 | 一月台                 | 萬大樹林線往中正紀念堂方向（中和高中站）→ |
| 地下 二樓 | 島式月台，左／右側開門 |                                           |
| 地下 二樓 | 二月台                 | 萬大樹林線往中正紀念堂方向（中和高中站）→ |

### 車站出口
| 出入口                      | 圖片 | 位置 |
| --------------------------- | ---- | ---- |
| 出入口1                     |      |      |
| 出入口2                     |      |      |
| 註： 設有電梯 \| 設有手扶梯 |      |      |

## 歷史
- 2012年4月12日：中和區公所召開車站命名會議，會議結論以莒光站為建議名稱，並提報捷運工程局評審小組審議。

## 車站周邊
- 新北市立自強國民中學
- 新北市中和區自強國民小學
- 新北市政府警察局中和分局國光派出所
- 新北市政府消防局第七大隊國光分隊
- 明德公園
- 壽德國宅
- 台北捷運金城機廠
- 自強公園
- 歷史建築瑞穗配水池
- 員山子遺址

## 外部連結
- 臺北大眾捷運股份有限公司 （页面存档备份，存于）
- 新北大眾捷運股份有限公司 （页面存档备份，存于）
- 臺北市政府捷運工程局 （页面存档备份，存于）
- 新北市政府捷運工程局 （页面存档备份，存于）